# Meigenia simplex
Meigenia simplex là một loài ruồi trong họ Tachinidae.